# Судакское училище виноградарства и виноделия
Судакское училище виноградарства и виноделия, Крымское виноградное училище, Судацкое училище, Судакское казенное училище — среднее учебное заведение Российской империи для подготовки квалифицированных виноградарей и виноделов в Судакской долине Таврической губернии. Открыто в 1804 году по указу императора Александра I. Предназначалось также для распространения опыта и технологий, районирования новых сортов и промышленного выпуска вина, столового винограда и фруктов. Закрыто в 1841 году.

## История

### Предыстория
Постоянно проживающий в Крыму с 1796 года академик П. С. Паллас в своей книге сообщал, что причинами, тормозившими дальнейшее развитие крымского виноделия являются не только технические условия по выращиванию виноградников, но и халатное отношение к производству вина, большой спрос на дешёвые вина, а также конкуренция со стороны иностранных вин и дешёвых приднестровских. Эти условия тормозили развитие крымского виноделия. Одним из выходов, по мнению Палласа, было бы увеличение пошлин на ввоз иностранных вин.
В 1798 году был представлен доклад государственной экспедиции «о мерах к распространению виноделия в России». Из доклада было видно, что экспедиция, занявшись изысканием средств к увеличению виноградарства в Астрахани, признала полезным создание государственного училища виноделия также и в Тавриде. Данные положения были утверждены императором Павлом I от 13 февраля 1798 года, но были приведены в исполнение значительно позже. Первым нормативным документом, регулирующим виноделие в Российской империи, был закон, подписанный Павлом I от 4 марта 1797 года, но он по ряду причин не повлиял на дальнейшее развитие виноделия в Крыму. В тот же период правительство предпринимает попытки по заселению запущенных поселений в Новороссийском крае и приглашает для этого иностранцев. Так, в инструкции от 16 мая 1801 года для внутреннего распорядка и управления новороссийскими колониями указывалось на необходимость создания в них общественных виноградных садов, а в дополнении к инструкции было приказано выдавать каждому поселенцу от пяти до десяти виноградных лоз.

### Открытие и становление при Палласе
В 1802 году министром внутренних дел В. И. Кочубеем уже новому императору Александру I был предоставлен доклад «об учреждении училища виноделия в Тавриде и на Кавказе».  «В прошлом году я имел счастье представлять Вашему Императорскому Величеству мнение мое о средствах к усовершенствованию виноделия в России и об учреждении на сей конец двух виноградных училищ: одного на Кавказской линии, а другого в Таврии. Нужных к тому искусных людей и лучших родов виноградных лоз выписать из Франции». На основании доклада 16 декабря 1802 года императором был утверждён указ об открытии в Судакской долине крымского училища виноделия, которое было образовано в 1804 году.
Подготовка к открытию началась в 1803 году. От губернатора Д. Б. Мертваго затребовали доклад о состоянии виноделия в Крыму. Он переадресовался к таврическому губернскому предводителю Е. И. Нотаре и отставному подполковнику А. С. Таранову-Белозерову «яко помещикам наиболее здесь значащим и в хозяйстве упражняющимися». В докладе упоминалось: «на Крымском полуострове приготовляется вина до 250 000 ведер. Из сего числа до 100 000 выпивается здесь, а остальное вывозится покупщиками. Цены продаваемому вину существуют разные и именно от 10 коп. до 1 руб. 50 коп. за ведро».
По мнению Кочубея для создания виноградного училища в Крыму «было необходимо выписать искусных людей и лучших родов виноградные лозы из Франции». Эта миссия была поручена коммерции советнику Вильгельмину Рувье. Во Франции и Испании он должен завербовать готовых к переселению в Крым виноградарей и закупить виноградные лозы. В конце 1803 года прибыли один купер и два виноградаря с необходимым количеством виноградных лоз. Им было предоставлено жилье в Симферополе и место для хранения саженцев. В таком положении они должны были находиться до тех пор, пока не будет создано само училище.
Выбор места для училища и его организацию возложили на академика П. С. Палласа, имевшего в Судаке свое поместье и винодельческое хозяйство. К училищу были приписаны «казенные сады Судацкие, а также в долинах Козской, Отузской, Кутлакской, Воронской — всего 55 дес. 1270 кв. саж., всего 34 сада из 61». Место для училища было отведено в урочище Ачиклар у подножия горы Ай-Георгий (Айяр-Даг). 
6 сентября 1804 года были утверждены штаты: смотритель, писарь, купор, 2 виноградаря и 20 работников. Для укомплектования учениками и рабочими было принято решение привлечь воспитанников херсонского, перекопского и ахтырского военносиротских отделений.
В 1804 году началось строительство жилых и служебных помещений. Высочайше было дозволено израсходовать единовременно 15 000 рублей на постройки и ежегодно по 5000 рублей на училищные расходы. В 1805 году закончили строительство трёх каменных корпусов — помещения для смотрителя, виноградарей и служителя. В 1808 году был достроен погреб. При училище положено было содержать 10—15 учеников из военно-сиротских отделений. Рабочими в училище назначили 20 рекрутов, которые должны были отбыть здесь весь срок солдатской службы, равный 25 годам.
Первые лозы выписаны с греческих островов Занта и Тенедоса, с Рейна, из Кизляра и Астрахани. Привезены лозы из Франции, Испании, малагские и мадерские лозы. Последние не прижились.  В период с 1804 по 1818 годы было высажено 68 370 лоз.
П. С. Паллас принимал деятельное участие в работе училища, хотя об этом не было никакого правительственного распоряжения. Только в докладе Таврического губернатора Д. Б. Мертваго от 21 мая 1804 года говорилось: «Пригласить академика Палласа к принятию на себя труда содействовать успехам виноградного в Таврии училища, руководствуя советами и наставлениями своими, как самих мастеров, так и прочих иностранцев, для упражнения в виноделии прибыть туда имеющих». Мертваго по всякому поводу обращался к П. С. Палласу за советами и указаниями, так что училище находилось «под протекцией» П. С. Палласа, как писал сам губернатор в отчетах. Первым начальником училища был прапорщик, впоследствии титулярный советник Катауров, которого сам Паллас считал сведущим и весьма полезным человеком.
Прослеживая становление и деятельность Судакского казенного училища виноградарства и виноделия, А. И. Маркевич отмечал, что это было время проб и ошибок. После отъезда П. С. Палласа в Германию в 1810 году Судакское училище перешло в ведение Новороссийского генерал-губернатора Армана Ришелье и было непосредственно подчинено Таврическому губернатору. В 1810 году Таврический гражданский губернатор А. М. Бороздин, сам виноградарь и пионер культурного виноградарства в Крыму, сообщил Новороссийскому генерал-губернатору, что «Судацкое училище успеха не имеет».

### Дальнейшая деятельность и упадок
Смотрителями училища после этого были француз Мари, снова титулярный советник Катауров, землемер Мухин. Последний нашел казенные виноградники в крайне запущенном виде. Из-за отсутствия погреба для хранения вина в суровую зиму 1813 года замерз трехлетний запас вина. В 1813 году смотрителем училища стал голландец А. И. Ван-дер-Шкруф, зять профессора химии Феликса де-Серра. До 1823 года смотрителями были также немец И. Гзель, полковник де Нас, француз Фиерфор. В Ачикларе образовалось поселение, насчитывавшее до 40 домов и имевшее свое кладбище.
Училище виноградарства и виноделия в Судаке посещали многие путешественники.
В. Б. Броневский со своими спутниками в 1815 году останавливался у Ван-дер-Шкруфа: «Мы пили белые и красные вина, ни вкусом, ни крепостью не уступающие лучшему Марсельскому или Ксантскому. Милая француженка, жена директора, со всем усердием потчевала нас кофием и плодами и в таком совершенном усердии спрашивала о модах. Напротив того, я и в столь короткое время почти забыл о мире и его суетах; но встреча с женщиной убедила меня, что они созданы для общества и мод».
Английский путешественник Роберт Лайел сообщает, что вином, которое является собственностью короны, путешественников-иностранцев в Судаке снабжают бесплатно, конечно, в разумных количествах. Он пишет: «Мы поехали прямо на императорские виноградники, где нас любезно встретил их управляющий г-н Эссель [Гзель], немец в чине подполковника. Пообедали у него в доме, где нам в избытке подали крымские вина; некоторые из них были превосходного качества».
Павлов в очерке «Судакская долина» пишет: «Садоводство и виноделие улучшалось год от году, и уже с 1822 года из Ачикларского сада доставлялись к Высочайшему двору виноград, фрукты и вина. Из 36 десятин, отведенных под училище, на 17 десятинах были разведены виноградники и посажены фруктовые деревья, персики, абрикосы, разных сортов сливы, винные ягоды, грецкие орехи, фисташки и миндаль. Произрастала там шелковица, кипарисы и пирамидальные тополи».
В 1823 году Новороссийским генерал-губернатором был назначен Михаил Семенович Воронцов. Он обратился к смотрителю Гзелю с просьбой сообщить сведения об училище. Был послан также запрос, почему производимое в училище вино из лучших иностранных сортов винограда не лучше местного крымского, и почему цель правительства при учреждении училища — усовершенствование виноделия в Крыму — не оправдалась. Получив такой запрос, в феврале 1824 года Гзель подал прошение об увольнении. 
В «Отечественных записках» в очерке П. П. Свиньина за 1825 год констатируется, что, несмотря на все пожертвования и попечение правительства, за 20 лет работы «заведение сие принесло весьма мало пользы Отечеству и не выполнило ни одного из видов благотворного правительства». Далее П. Свиньин подробно рассматривает некоторые причины, «остановившие достижение цели сего полезного предприятия». Так, указывается, что лозы казенных виноградных садов «совершенно перемешаны и столь мелко посажены, что подвергаются великому повреждению во время жаров, теряя от оных в июле месяце лист, а в дождливые осени кусты сии выгоняют не в свое время побеги». Неудовлетворительным было состояние погреба, на постройку которого израсходовали в свое время 4500 рублей. Он был недостаточно углублен в землю, часть погреба находилась поверх земли. Летом в нём бывало тепло, а зимой холодно. Стены, сложенные из глины, во время сильных дождей пропускали воду, отчего в погребе распространялась гниль.
Большая часть помещений училища была уже не пригодна к проживанию в них. Даже плетень, которым был огорожен виноградник в 1818 году, находился в самом жалком состоянии и плохо защищал не только от зайцев, но и от бродячего скота. Такое положение дел застал ученый-винодел Александр Карлович Боде, назначенный смотрителем училища в 1824 году.

### Под руководством барона Боде
Вскоре после назначения принимал августейший визит. В 1825 году император Александр I, посетив в ходе своего последнего вояжа по империи Крым, был и в Ачикларе. Там, выйдя на балкон, он долго любовался дивною панорамой роскошной долины. Пред ним высилась скала с развалинами генуэзской крепости Сугдеи, вдали виднелся хребет яйлы и темнели другие горы, окружающие долины. «Я чувствую здесь неизъяснимую отраду», были слова императора. Спустившись затем в сад, он поднялся на небольшой холм около дома, где была устроена беседка, из которой он продолжал любоваться видом долины и её окрестностей, причем повторял окружавшим его лицам, что ему «отрадно» здесь. Ачиклар со времени посещения его Александром I стал прозываться Отрадой, и имя это сохранилось за ним и поныне". В память о посещении Ачиклара Александром I в саду был установлен чугунный бронзированный бюст императора на чугунной колонне, который сохранялся в имении вплоть до революции 1917 года.
Сделавшись смотрителем училища, барон предпринял энергичные меры, направленные на улучшение ситуации. Ученики и рабочие ответили ему неповиновением, вплоть до бунта. В рапорте губернатору А. К. Боде объяснил это «вкоренившимся среди рабочих духом неповиновения и безначалия». В итоге несколько человек были наказаны розгами. В 1826 году служащие снова жаловались губернатору на А. К. Боде за его строгости и притеснения, но уже в следующем году они «вели себя примерно и заслужили награды».
Несмотря на все трудности, барон поставил себе целью поднять училище «на приличную ногу», а сам обязывался «неусыпно посвятить все свое время настоящей должности». В течение нескольких лет были построены новые здания, отремонтирован фонтан, устроена бондарная мастерская. Барон стал наделять прослуживших десять лет в мастерах и подмастерьях учеников земельными участками, а женатым служителям дал возможность завести собственные домики и хозяйства. Были расширены посадки виноградников. В 1827 году в училище было получено 1108 ведер вина высокого качества. Однако в следующем году, 5 июня 1828 году, в Судаке разразилось стихийное бедствие — страшное наводнение, — и в училище было изготовлено только 443 ведра вина.
А. И. Маркевич на основании документов характеризовал барона А. К. Боде, прослужившего в должности смотрителя 9 лет, как человека деятельного. Боде произвел значительные улучшения, построил новые здания, устроил мастерские для изготовления инвентаря, увеличил и упорядочил посадки. Вино, выделанное Боде, заслужило одобрение даже при дворе: рислинг, бордо, зант. П. И. Кеппен и Х. Х. Стевен считали Боде знающим в области виноградарства человеком. Барон А. К. Боде был образованным и способным человеком, хорошо знал виноградарство и виноделие, обладал и литературным дарованием. В 1825 году у А. К. Боде в Судаке останавливался дипломат А. С. Грибоедов, с которым он был знаком по журналу «Северный муравей». Барон А. К. Боде принимал также у себя в Судаке знаменитую авантюристку Жанну де ла Мотт Гаше, героиню романа А. Дюма «Ожерелье королевы».
Барон А. К. Боде постоянно искал и применял в виноградарстве новые агротехнические приемы. Боде тщательно отбирал лучшие для Крыма сорта, присматривался к старым местным сортам, считая, что все они — поздние; отмечал, что татары начали улучшать свои сорта, увеличивая дающие хорошие вина. Он первый предложил выращивать виноград на склонах гор, вследствие чего вино стало качественнее и дороже. Впервые в Крыму была введена рядная и разреженная посадка лозы, организованы плантации без полива. Удивительным для всех оказался такой агротехнический прием, как обрезка лозы. По просьбе Х. Х. Стевена барон А. К. Боде исследовал и описал возделываемые в Крыму старые, аборигенные сорта винограда.
Первая половина XIX в. ознаменовалась бурным развитием виноградарства и виноделия на Южном берегу Крыма, в первую очередь благодаря энергичной деятельности нового генерал-губернатора Новороссии М. С. Воронцова. Способствовало этому учреждение в 1812 году Никитского ботанического сада и нового училища виноградарства в Магараче в 1828 году. В их создании принимали участие и учащиеся судакского училища. Значение Судака как центра виноделия в Крыму в новых условиях постепенно падало. По этому поводу барон А. К. Боде писал, что виноградарство на Южном берегу Крыма будет процветать до тех пор, пока там будет М. С. Воронцов или подобный ему человек. «Между тем как Судак, продержится и будет процветать всегда, несмотря на все препятствия, которое внушает соперничество южнобережцев».

### Закрытие
Из двадцати первых учеников, поступивших в училище при его основании в 1804 году, 25 лет отслужили лишь 13 человек. В 1830 году они получили отставку и земельные наделы на прилегающих к училищу территориях. Анализ отчетной финансовой документации показал, что к 1820-м годам училище перестало быть убыточным заведением и давало незначительный доход приблизительно равный 8 тыс. рублям в год при расходах в 6 тыс. рублей.
В 1833 году светлейший князь, генерал-губернатор М. С. Воронцов, лично осмотрев заведения судакского училища, нашел их в упадке «по небрежности смотрителя барона Александра Боде, который […], вместо исполнения своих обязанностей, занимался бесполезными проектами и ложными доносами». Вследствие этого М. С. Воронцов предписал таврическому губернатору А. И. Казначееву уволить А. К. Боде от занимаемой им должности. Последними смотрителями судакского училища были Баумгартен и майор Мусин-Пушкин.
С развитием Магарачского училища виноделия училище в Судаке было признано потерявшим свое значение. В литературе можно встретить разные даты закрытия училища. Историки называют 1833, 1838 и даже 1844 годы. Один из самых авторитетных исследователей прошлого Тавриды А. И. Маркевич указывал, что архивные материалы последних лет существования не сохранились и точных данных по нему начиная с 1830 года нет.
С подачи М. С. Воронцова в 1838 году казной предпринимались первые попытки продать Крымское виноградное училище. В это время заведению принадлежало 35 дес. 75 саж. земли, под виноградниками находилось 8 дес. с 70 000 кустами, строения и двор занимали 2 дес. 100 саж. Был большой сад с 628 фруктовыми деревьями. Дом смотрителя с 12 комнатами и 5 подвалами, 5 флигелей для рабочих и различный сельскохозяйственный инструмент. Общая стоимость составляла 120 000 рублей. Покупателей за такую сумму не нашлось. Местная администрация попыталась продать имущество в рассрочку с выплатой в течение 10 лет при условии сохранения сооружений и виноградных насаждений. Это предложение также никого не заинтересовало. В 1841 году генерал-губернатор принял решение о ликвидации Крымского виноградного училища. Большинство учеников перевели в Кишиневское училище садоводства, виноградные сады и здания отдавались на откуп.

## Смотрители
- 1804-1810 прапорщик Катауров (под протекцией академика П. С. Палласа)
- 1810 И. Фиерфор
- 1810-1811 титулярный советник Катауров
- 1813-1814 А. И. Ван-дер-Шкруф
- 1814-1817 эмигрант, позднее крымский помещик Пьер-Анри Мари
- 1817-1824 надворный советник Иван Израилевич Гзель
- 1824-1833 коллежский асессор Александр Карлович Боде
- 1833-? Баумгартен
- майор Мусин-Пушкин